# Carl Michael Seipel
Carl Gustaf Michael Seipel, född den 23 augusti 1906 i Norra Vings församling, Skaraborgs län, död den 22 januari 1987, var en svensk tandläkare.
Seipel avlade studentexamen i Göteborg 1926, tandläkarexamen 1930, Doctor med. dent. i Bonn 1934, L. D. S., i        Connecticut i USA 1935 och medicine kandidatexamen 1938. Han disputerade för medicine doktorsgrad i Uppsala 1946 och blev odontologie doktor i Stockholm 1949. Seipel var Sverige-Amerikastiftelsens stipendiat 1935–1936 samt student vid Yale University 1935–1936 och 1937–1938. Han hade praktik i Stockholm från 1934, var avdelningstandläkare 1936 och biträdande övertandläkare 1937–1949 vid Eastmaninstitutets dentalortopediska avdelning, laborator vid tandläkarinstitutet 1941–1943, biträdande lärare 1943 och professor i odontologisk ortopedi vid tandläkarhögskolan i Malmö 1949–1973. Seipel var även verksam som vetenskaplig författare. Han är gravsatt i minneslunden på Brunnby kyrkogård.